# European Digital Rights

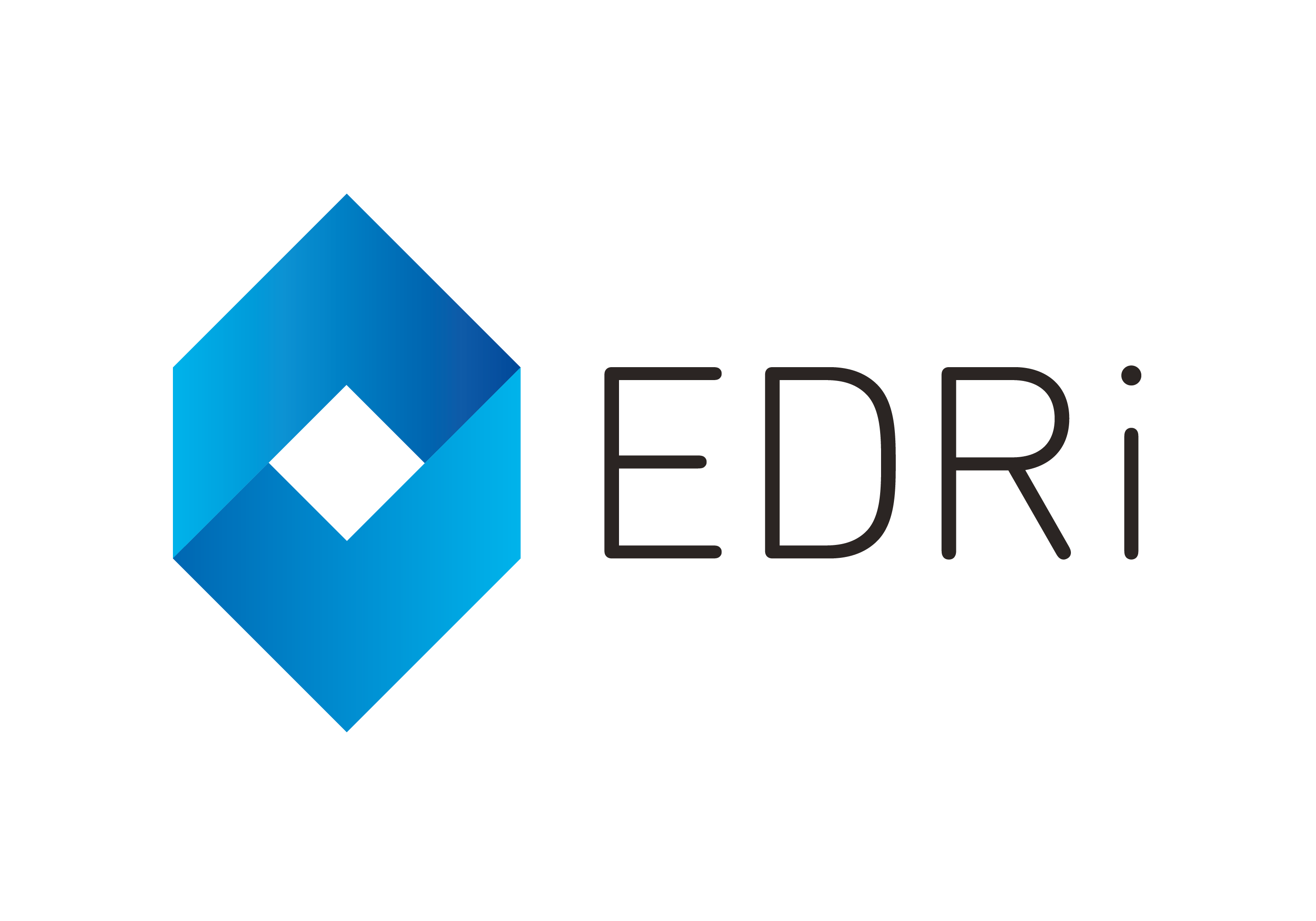
Logo

European Digital Rights (EDRi) ist eine internationale Vereinigung von Bürgerrechtsorganisationen, die sich dem Datenschutz und der Freiheit der Bürger in der Informationsgesellschaft verschrieben hat.
Sie wurde am 8./9. Juni 2002 von zehn Gruppierungen aus sieben europäischen Ländern in Berlin gegründet. Gründungsvorstände waren Maurice Wessling aus den Niederlanden, der damalige CCC-Sprecher und ICANN-Direktor Andy Müller-Maguhn aus Deutschland sowie Meryem Marzouki aus Frankreich. EDRi hat ihren Sitz in Brüssel.
Die Organisation ist ein Dachverband, dem (Stand Februar 2022) 45 Nichtregierungsorganisationen aus 22 Ländern als Mitglieder und weitere 7 als Affiliates angehören. Die Organisation verfügte im Oktober 2012 über drei hauptamtliche Mitarbeiter, im Mai 2021 waren 13 Mitarbeiter für sie tätig. Wesentliche Arbeitsfelder von EDRi sind die Vorratsdatenspeicherung, Urheberrecht, Internetzensur und das Vertragswerk zur Bekämpfung von Internetkriminalität. EDRi beobachtet diese Themen auf Ebene der Europäischen Union und in den 45 Mitgliedsstaaten des Europarates. Seit 2003 informiert EDRi über diese Entwicklungen in einem zweiwöchentlich erscheinenden Newsletter, dem EDRI-gram. Große deutsche Mitgliedsorganisationen sind der CCC, Digitalcourage, das Forum InformatikerInnen für Frieden und gesellschaftliche Verantwortung und Wikimedia Deutschland. Österreichische Mitglieder sind epicenter.works, quintessenz, noyb - European Center for Digital Rights, die Initiative für Netzfreiheit und VIBE!AT.

## Kampagnen und Aktionen
Auf der Hackerkonferenz What The Hack begann EDRi im Juli 2005 eine Online-Kampagne gegen die damals von der Europäischen Union geplante Speicherung von Telekommunikationsdaten auf Vorrat. Die Kampagne stand unter dem Motto Data retention is no solution (Datenspeicherung ist keine Lösung). Weitere Kampagnen richteten sich gegen eine Speicherung von Fluggastdatensätzen (2011 und 2003) oder für eine Urheberrechtsreform (2010). Außerdem beteiligte EDRi sich am Protest gegen ACTA (2012) und verfasste zur Europawahl 2014 in Anlehnung an die Charta der Grundrechte der Europäischen Union eine 10-Punkte-Charta der digitalen Grundrechte.

### Reclaim Your Face
Im Oktober 2020 startete die von EDRi koordinierte Bewegung „Reclaim Your Face“. Die Bewegung fordert Transparenz zum Einsatz biometrischer Überwachungssysteme sowie ein Verbot biometrischer Massenüberwachung einschließlich Gesichtserkennung im öffentlichen Raum. Dazu wurde am 17. Februar 2021 eine Europäische Bürgerinitiative gestartet. Mit der Initiative wird die Europäische Kommission aufgefordert, „den Einsatz biometrischer Technologien streng zu regeln, um unzulässige Eingriffe in die Grundrechte zu verhindern.“
Europaweit wird die Bürgerinitiative von mehr als 50 Gruppen und Organisationen unterstützt, darunter Amnesty International und der Europäische Gewerkschaftsverband UNI-Europa. Zu den Unterstützern aus Deutschland gehören der CCC, Digitalcourage, Digitale Gesellschaft, D64, das FIfF, Germanwatch, die Gesellschaft für Informatik und die Jusos.